# Ilselil Larsen
Ilselil Larsen, född 1 juli 1934 i Århus, död 25 maj 2025, var en dansk skådespelare. 
Larsen scendebuterade på Aarhus Teater vid fem års ålder. Hon var under en period på 1940-talet bosatt i Sverige men flyttade senare till Frankrike. Hon medverkade 1959–1960 i Povel Ramels revymusikal Doktor Kotte slår till.

## Filmografi (urval)
- 1945 – Fallet Birte
- 1949 – Kärleken segrar
- 1953 – Far till fyra
- 1954 – Cirkus Fandango

## Teater

### Roller
| År   | Roll        | Produktion                                                                | Regi        | Teater       |
| ---- | ----------- | ------------------------------------------------------------------------- | ----------- | ------------ |
| 1959 | Medverkande | Doktor Kotte slår till eller Siv Olson Hans Alfredson och Tage Danielsson | Per Edström | Idéonteatern |